# Eugeniu Voinescu
Eugeniu Voinescu (Iași, c. 1842-Bucarest, 1909) fue un pintor, diplomático y profesor rumano.

## Biografía
Nacido según la fuente en 1842 o el 26 de mayo de 1844, en Iași, estudió literatura y derecho en Atenas y posteriormente en París, donde entabló amistad con el célebre pintor Gustave Courbet, fundador de la escuela realista moderna. Durante algún tiempo ocupó cargos en diplomacia, como los de cónsul general de Rumanía en Budapest (1879), en Constantinopla (1882) y en Odessa (1883-1888). Cultivó la pintura de marinas.
Fue autor de cuadros como Un port de mare y Un moment suprem, que se podían encontrar en el Banco Nacional, Portul Constanța, que se podía encontrar en la galería de arte de Bucarest, Marea Neagră, Stancile de la Constanta, Rada din Odesa y Naufragiu pe Marea Neagră. Profesor de pintura durante algún tiempo en la Escuela de Bellas Artes de Bucarest, falleció en 1909 en Bucarest.